# Moldovița
Moldovița es una comuna ubicada en el distrito de Suceava, Rumania.

## Superficie
Posee una superficie de 249,2 kilómetros cuadrados.

## Demografía
Hasta 2021 la población era de 4883 habitantes, con una densidad de población de 19,59 habitantes por kilómetro cuadrado.